# Dietrich Rauschning
Dietrich Guido Rauschning (* 16. Januar 1931 in Klein Steinort, Kreis Angerburg, Ostpreußen; † 17. September 2023 in Göttingen) war ein deutscher Jurist und Professor für Völkerrecht.

## Leben
Fünf Jahre nach seiner Flucht aus Ostpreußen machte Rauschning 1950 in Seesen am Harz sein Abitur. Im Anschluss daran studierte er von 1950 bis 1955 Rechts- und Wirtschaftswissenschaft an der Universität Hamburg, der Ludwig-Maximilians-Universität München, der TH Braunschweig und der University of British Columbia. Die juristischen Staatsexamen bestand er 1954 und 1960 in Hamburg. 1964 wurde er an der Juristischen Fakultät der Universität Hamburg zum Dr. iur. promoviert. 1969 habilitierte er sich für Öffentliches Recht und Völkerrecht.
Im Jahre 1970 folgte Rauschning dem Ruf der Georg-August-Universität Göttingen auf ihren Lehrstuhl für Völkerrecht. Diesen hatte er bis zu seiner Emeritierung 1999 inne und war außerdem Direktor des Instituts für Völkerrecht sowie 1973/74 Dekan der Juristischen Fakultät. Nach der deutschen Wiedervereinigung fungierte Rauschning als Gründungsdekan der Juristischen Fakultät der Martin-Luther-Universität Halle-Wittenberg (1991–1993). Er hatte die Deutsche Teilung nie akzeptiert und sich tatkräftig für eine Wiedervereinigung eingesetzt.
Rauschning war Mitglied im Committee on Legal Aspects of Long Distance Air Pollution der International Law Association (1976–1996), ab 1982 als Chairman. Von 1977 bis 1983 gehörte er dem Vorstand der Deutschen Gesellschaft für Völkerrecht an. Von 1996 bis 2004 war er Richter in der Menschenrechtskammer für Bosnien und Herzegowina. Rauschning war Urvater der Kaliningrad EuroFaculty, die von 2000 bis 2007 existierte, und seit 2000 Partnerschaftsbeauftragter. Außerdem war er Vizepräsident des Göttinger Arbeitskreises und führte dort von 2012 bis 2014 die Geschäfte. In seiner Heimatgemeinde Nörten-Hardenberg war Rauschning von 1981 bis 1996 Gemeinderatsmitglied. Er hatte ein Büro in Kaliningrad.
Rauschning war verheiratet und hatte sechs Kinder. Er verstarb am 17. September 2023.

## Ehrungen
- Ehrendoktor der Baltischen Föderalen Universität Immanuel Kant in Kaliningrad (1994)
- Festschrift zum 70. Geburtstag (2001)
- Ehrendoktor der Universität Halle-Wittenberg (2003)
- Großes Verdienstkreuz der Bundesrepublik Deutschland (2006)

## Schriften
- Der Streit um den Suezkanal. Analyse, Materialien, Bibliographie. Hamburg 1956.
- Die Gesamtverfassung Deutschlands. Nationale und internationale Texte zur Rechtslage Deutschlands. Frankfurt am Main 1962.
- Bibliographie des deutschen Schrifttums zum Völkerrecht 1945–1964. Hamburg 1966.
- mit Ralf Günter Wetzel: Die Wiener Vertragsrechtskonvention. Materialien zur Entstehung der einzelnen Vorschriften. Wolfgang Metzner Verlag, Frankfurt am Main 1978.
- Staatsaufgabe Umweltschutz (= Veröffentlichungen der Vereinigung der Deutschen Staatsrechtslehrer 38, 1980).
- Allgemeine Völkerrechtsregeln zum Schutz gegen grenzüberschreitende Umweltbeeinträchtigungen. In: Ingo von Münch (Hrsg.): Staatsrecht – Völkerrecht – Europarecht. Festschrift für Hans-Jürgen Schlochauer. De Gruyter, Berlin/New York 1981, S. 557–576.
- Völkerrechtliche Schranken für den Besitz und den Einsatz von Nuklearwaffen. In: Georg Brunner, Theodor Schweisfurth, Alexander Uschakow, Klaus Westen (Hrsg.): Sowjetsystem und Ostrecht. Festschrift für Boris Meissner zum 70. Geburtstag. Duncker & Humblot, Berlin 1985, S. 582–600.
- mit Dirk Siegmann: Kernenergierechtsprechung in Leitsätzen. Nomos Verlag, Baden-Baden 1988.
- Rechtsstellung Deutschlands. Völkerrechtliche Verträge und andere rechtsgestaltende Akte. Atlantik-Charta, Potsdamer Abkommen, Deutschlandvertrag, Viermächte-Abkommen über Berlin, Transitabkommen, Moskauer Vertrag, Prager Vertrag, Grundlagenvertrag mit der DDR, Entscheidungen des BVerfG zum Grundlagenvertrag und zu einer einheitlichen deutschen Staatsangehörigkeit. Textausgabe mit Sachverzeichnis und einer Einführung. München 1989.
- als Herausgeber mit Donata von Nerée (Hrsg.): Die Albertus-Universität zu Königsberg und ihre Professoren. Aus Anlaß der Gründung der Albertus-Universität vor 450 Jahren (= Jahrbuch der Albertus-Universität zu Königsberg. Band 29, 1994). Duncker & Humblot, Berlin 1995, ISBN 3-428-08546-9.
- Key resolutions of the United Nations General Assembly, 1946–1996. Cambridge University Press, Cambridge 1997.
- mit Kasimir Lawrynowicz: Albertina – zur Geschichte der Albertus-Universität zu Königsberg in Preußen (= Abhandlungen des Göttinger Arbeitskreises, Bd. 13). Duncker & Humblot, Berlin 1999.